# Russell Bufalino
Russell Bufalino (nacido Rosario Alberto Bufalino; pronunciación en italiano: /roˈzaːrjo alˈbɛrto bufaˈliːno/: ; 29 de octubre de 1903 - 25 de febrero de 1994) fue un mafioso estadounidense nacido en Italia que se convirtió en el jefe de la familia criminal conocida como la Familia criminal Bufalino, que gobernó el noreste de Pensilvania desde 1959 hasta 1989. Era primo del abogado William Bufalino, quien fue abogado de Jimmy Hoffa por muchos años.

## Primeros años
Bufalino nació el 29 de octubre de 1903 en Montedoro, Sicilia, y emigró con su familia a los Estados Unidos a través del puerto de Nueva York en 1906, estableciéndose en Buffalo, Nueva York, donde participó en actividades criminales desde su adolescencia.
Se casó con Carolina Sciandra, que provenía de una familia de la mafia siciliana. Bufalino trabajó junto a muchos mafiosos de Buffalo, algunos de los cuales se convirtieron después en los principales líderes de la Familia criminal Bufalino y otras futuras familias de Cosa Nostra a lo largo de la Costa Este de los Estados Unidos. Estas relaciones resultaron muy útiles para Bufalino en su carrera criminal. Los lazos familiares y del clan eran importantes para los delincuentes sicilianos-estadounidenses, que crearon un sistema de apoyo fuerte y secreto para evitar que se infiltraran personas ajenas o policías.
A principios de 1920, Bufalino comenzó a trabajar con Joseph Barbara, otro contrabandista de Endicott, Nueva York. Después, en 1940, se mudó a Kingston, Pennsylvania donde la familia criminal del noreste controlaba las actividades del crimen organizado en Pittston, Scranton y Wilkes-Barre y en la parte alta del estado de Nueva York. 
A principios de la década de 1950, el Servicio de Inmigración y Naturalización trató de deportar a Bufalino varias veces sin éxito, ya que el gobierno italiano no quería readmitirlo en el país.
En 1955, Bufalino conoció al camionero Frank Sheeran, cuando Bufalino lo ayudó a reparar su camioneta; más tarde, Sheeran trabajó para él como conductor de entregas.  
Fue Bufalino quién presentó a Sheeran con el presidente de la Hermandad internacional de camioneros, Jimmy Hoffa. Hoffa, quien se convirtió en amigo cercano de Sheeran, lo utilizó incluso como ejecutor en el asesinato de miembros problemáticos de su sindicato y miembros de sindicatos rivales que amenazaran el territorio del suyo. Según Sheeran, la primera conversación que tuvo con Hoffa fue por teléfono, donde Hoffa comenzó diciendo: "Escuché que pintas casas", un código de la mafia para los asesinos a sueldo, la "pintura" es la sangre de las víctimas al salpicar.

## Reunión en Apalachin
En 1957, después de tomar control de la Familia criminal Genovese, Vito Genovese quiso legitimar su poder organizando una reunión de la Cosa Nostra. Genovese, elegido como jefe de Búfalo, encargó los arreglos de la reunión a Joseph Barbara y Bufalino.
El 14 de noviembre de 1957, los mafiosos poderosos de Estados Unidos e Italia se reunieron en la finca de Joseph Barbara en Apalachin, Nueva York . Cuba fue uno de los temas de discusión, en particular los intereses de la Cosa Nostra en cuanto a casinos y narcotráfico. La concesión de préstamos a los propietarios de negocios y el control de los camiones de transporte también fueron temas importantes en la agenda.
Antes de la reunión, el agente estatal local Edgar D. Croswell tenía la casa de Barbara bajo vigilancia ocasional. Se percató de que Carmine Galante había sido detenido por agentes estatales después de una visita a la finca de Barbara el año anterior.
A raíz de ello, la policía estatal empezó a sospechar de la gran cantidad de autos lujosos estacionados en la casa y al verificar los números de matrícula descubrieron que muchos de esos autos estaban registrados a nombre de delincuentes conocidos. Se pidieron refuerzos y se bloquearon las vías de acceso a la finca.
Apenas comenzó la reunión, Bartolo Guccia, un nativo de Castellammare del Golfo y empleado de Barbara, vio el bloqueo policial cuando salía de la finca y al parecer notificó a los asistentes. Guccia dijo después que regresó a la casa de Barbara para verificar una orden de pescado. Algunos invitados intentaron alejarse pero el retén los detuvo. Otros caminaron por los campos y bosques arruinando sus finos trajes antes de que los atraparan. Muchos mafiosos escaparon por los bosques que rodeaban la finca.  
La policía detuvo en el retén un automóvil conducido por Bufalino, cuyos pasajeros incluían a Genovese y otros tres hombres; Bufalino dijo que había venido a visitar a su amigo Barbara que estaba enfermo. Todos los detenidos fueron multados con alrededor de $10,000 cada uno, y condenados a prisión de tres a cinco años, sin embargo, todas las condenas fueron anuladas mediante apelación en 1960.

## Prisión y últimos años
Tras la muerte de Joseph Barbara en junio de 1959, la Comisión reconoció a Bufalino como jefe oficial de la familia.
El 20 de abril de 1973, Bufalino fue arrestado durante una redada del FBI en un club nocturno de Scranton y acusado de obstrucción de la justicia, juegos de azar y transporte de propiedad robada, pero fue liberado bajo una fianza de $50,000.
En 1977, Bufalino fue acusado de extorsión después de que Jack Napoli, que estaba en el Programa de Protección de Testigos, testificara que Bufalino había amenazado con matarlo por no pagar una deuda de $25,000 a un joyero en Nueva York. Tan pronto como Bufalino fue acusado, tomó medidas para reducir la posibilidad de nuevos cargos criminales: nombró al caporegime Edward Sciandra como jefe interino y se retiró de las operaciones cotidianas de la familia. El 8 de agosto de 1978, Bufalino fue declarado culpable y condenado a cuatro años de prisión por su participación en el intento de extorsión. Estuvo en prisión casi tres años.
Bufalino fue liberado en mayo de 1981, pero fue acusado nuevamente por conspirar en asesinar a Napoli. El testigo principal de la acusación, Jimmy Fratianno, dijo que en 1976 Bufalino le había pedido a él y a Michael Rizzitello que mataran a Napoli. En noviembre de 1981, Bufalino fue sentenciado nuevamente a 10 años de prisión en la Penitenciaría de los Estados Unidos, Leavenworth .

## Declive y muerte
Con Bufalino otra vez en prisión y la familia bajo investigación federal, la fuerza de la organización empezó a decaer. En 1989, Bufalino fue liberado de prisión pero las operaciones de lo que quedaba de la familia estuvieron a cargo de Billy D'Elia.
El 25 de febrero de 1994, Bufalino murió por causas naturales en el Hospital Nesbitt Memorial en Kingston, Pensilvania, a la edad de 90 años. Está enterrado en el cementerio de Denison en Swoyersville, Pennsylvania.

## En la cultura popular
Bufalino es interpretado por Joe Pesci en la película de Martin Scorsese, The Irishman (2019). 